# Березівка (Крупський район)
Березівка (біл. вёска Бярозаўка) — село в складі Крупського району Мінської області, Білорусь. Село підпорядковане Крупській сільській раді, розташоване в східній частині області.